# Colchicum antepense
Colchicum antepense  (лат.) — вид однодольных растений рода Безвременник (Colchicum) семейства Безвременниковые (Colchicaceae). Впервые описан немецкой учёной-ботаником Карин Перссон в 2007 году, вместе с тремя другими видами безвременников.

## Распространение, описание
Эндемик Турции, распространённый в центральной и южной части страны. Типовой экземпляр собран в Газиантепе. Встречается в умеренных смешанных лесах.
Луковичный геофит.